# Neptis cydippe
Neptis cydippe är en fjärilsart som beskrevs av John Henry Leech 1890. Neptis cydippe ingår i släktet Neptis och familjen praktfjärilar. Inga underarter finns listade i Catalogue of Life.

## Bildgalleri

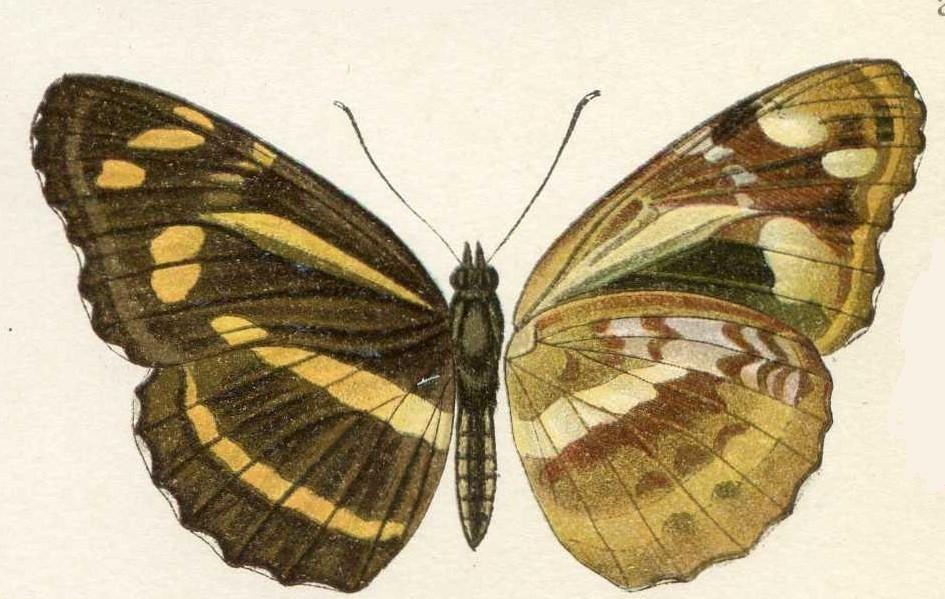